# Maysville (Colorado)
Maysville es un lugar designado por el censo (en inglés, census-designated place, CDP) situado en el condado de Chaffee, Colorado, Estados Unidos. Según el censo de 2020, tiene una población de 173 habitantes.

## Geografía
La localidad está ubicada en las coordenadas 38°31′34″N 106°13′10″O / 38.52611, -106.21944. Según la Oficina del Censo, tiene una superficie total de 32.20 km², de los cuales 32.17 km² corresponden a tierra firme y 0.03 km² están cubiertos de agua.

## Demografía
Según el censo de 2020, hay 173 personas residiendo en la localidad. La densidad de población es de 5.4 hab./km². El 91.91% de los habitantes eran blancos, el 1.16% eran afroamericanos, el 1.73% eran asiáticos, el 0.58% era de otra raza y el 4.62% eran de una mezcla de razas. Del total de la población, el 4.05% eran hispanos o latinos de cualquier raza.